# Валланд
Валланд (др.-сканд. Valland) — в скандинавских странах обозначение Галлии — земли, населенной кельтами и некогда входившей в состав Римской империи. В Саге о Хормунде упоминается морской поход викингов на Валланд, где некогда конунгом был злой колдун Траин (др.-сканд. Þráinn — Траян). Валланд описывается как страна курганов, внутри которых обитают синекожие тролли в золотых одеждах. Согласно песни о Вёлунде, из Валланда была валькирия Эльрун (др.-сканд. Ölrún), дочь Кьяра (др.-сканд. Kjár); согласно саге «Illuga-saga Gridharfostra» о Иллуги, Сигрид из Валланда была женой короля Дании Хрингра.
От этого слова происходит название исторической области Валлония.